# Grammar of the Gothic Language
Grammar of the Gothic Langage (in italiano Grammatica della lingua gotica) è un libro scritto da Joseph Wright, pubblicato per la prima volta nel 1910.

## Contenuto
Lungo 16 capitoli, il testo descrive l'estinta lingua gotica, soffermandosi in particolare su morfologia e accenni di sintassi della frase. Comprende inoltre lo sviluppo generale dal proto indoeuropeo (successivamente nota come indo-germanico) e dal proto-germanico, nonché parte della bibbia nella traduzione di Ulfila, con un glossario sufficientemente ricco per tradurla.